# Álbuns mais vendidos no Reino Unido
Esta é a lista dos álbuns mais vendidos no Reino Unido, formulada com base nas certificações emitidas pela British Phonographic Industry (BPI) e pelos dados publicados pela The Official Charts Company (OCC). De acordo com a OCC, um "álbum" é definido como um projecto que contenha mais de quatro faixas e dure mais que 25 minutos. Os critérios estabelecidos por ambas associações definem os melhores álbuns da história do país como os que ultrapassam a marca de dois milhões de unidades comercializadas. Esta lista contém todos tipos de álbum, inclusive os de estúdio, compilação ao vivo, bandas sonoras, e remixes. A fórmula para contagem de vendas de álbuns no RU foi mudando ao longo do tempo. Até o final de 1977, a BPI contava do valor monetário recebido pelo fabricante de um dado álbum. A partir de 1978, começou a contar o número de unidades de um álbum entregue aos revendedores. Em 2004, as unidades digitais vendidas de álbum foram inclusas. Desde 1978, a BPI certifica um álbum com um disco de platina por trezentas mil unidades vendidas no país. Em 1987, foi introduzido o conceito de álbum multi-platina para representar múltiplas trezentas mil unidades entregues.

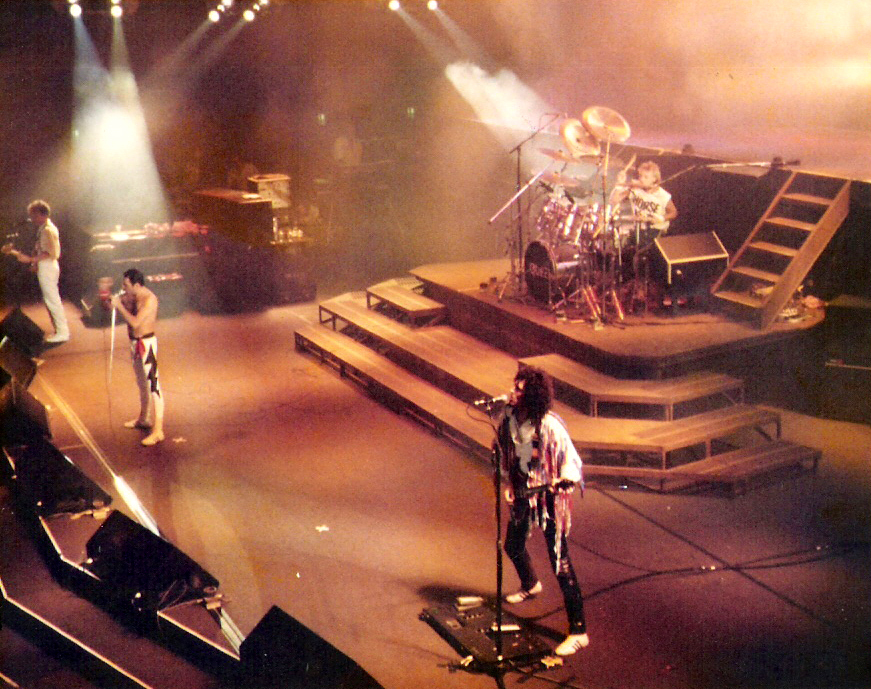
O álbum mais vendido do Reino Unido é Greatest Hits (1981), da banda britânica Queen.

Dentre todos os artistas da lista abaixo, mais que a metade é de nacionalidade britânica, quatorze são de origem norte-americana, e o restante é proveniente da Irlanda, Canadá, Suécia e Jamaica. Dez artistas aparecem mais de uma vez na lista, com o cantor norte-americano Michael Jackson aparecendo duas vezes nas dez posições superiores, com Thriller (1982) empatado no sexto posto com 4,47 milhões de unidades vendidas e Bad no nono posto com 4,14 milhões. Apenas três artistas aparecem na lista mais de duas vezes: o músico Robbie Williams e as bandas britânicas Coldplay e Take That; Williams aparece na lista por um número recorde de cinco vezes (este total é uma soma dos dois álbuns lançados enquanto membro dos Take That e dos três álbuns como artista a solo). Leona Lewis, cujo álbum de estreia Spirit (2007) vendeu 3,18 milhões de unidades até Outubro de 2019, é a única artista da lista que alcançou fama após vencer um programa de televisão de talentos. Embora nos anos 2000 tenha sido registado um "declínio geral em vendas e presença de pirataria na internet", uma grande parte da lista é composta por anos lançados nessa década. Os álbuns de maior sucesso da década de 2000 são Life for Rent (2003) de Dido e Back to Bedlam (2004) de James Blunt, tendo ambos ocupado o primeiro posto da tabela de álbuns por dez semanas.
Apenas quatro álbuns da lista conseguiram ultrapassar a marca dos cinco milhões de cópias vendidas. Na primeira posição da lista vem a banda britânica Queen com o álbum Greatest Hits (1981) com 6,30 milhões de exemplares vendidos até Dezembro de 2018, dos quais aproximadamente 124 mil correspondem a unidades digitais. Além disso, recebeu o certificado de disco de platina por uma quantidade recorde de 21 vezes pela BPI. O segundo álbum de grandes êxitos da banda, Greatest Hits II (1991), já vendeu cerca de quatro milhões de unidades, ocupando a décima primeira posição da lista. Estes números incluem metade das vendas de box sets contendo ambos álbuns e 33% de vendas de box sets dos três lançamentos de grandes êxitos dos Queen. Na segunda colocação está a banda sueca ABBA com o disco ABBA Gold: Greatest Hits (1992) com vendas de 5,45 milhões. Um outro álbum de grandes êxitos da banda, Greatest Hits (1975), ocupa o posto 49, com 2,61 milhões de exemplares comercializados. O grupo The Beatles aparece com dois projectos:  Sgt. Pepper's Lonely Hearts Club Band (2000) na terceira posição e 1 (2000) na vigésima quarta. A britânica Adele é a única artista feminina a aparecer na lista com mais de um lançamento. O seu segundo trabalho de estúdio, 21 (2011), vendeu seis milhões de unidades, rendendo à cantora o título de álbum mais vendido por uma artista a solo. O seu terceiro álbum de estúdio, 25 (2015), aparece dentro das trinta melhores posições. Adele e Ed Sheeran são os únicos artistas que lançaram álbuns na década de 2010 que conseguiram vender mais de três milhões de unidades cada.
Apenas cinco álbuns não conseguiram alcançar o número um da tabela musical oficial do país. Lançado em 1977, Bat Out of Hell do grupo norte-americano Meat Loaf foi o que esteve mais distante da posição de topo, tendo alcançado apenas um máximo de número nove. Não obstante, conseguiu vender um total de 3,37 milhões de unidades no país até Outubro de 2019, além de ter recebido o certificado de disco de platina por onze vezes, a segunda maior quantidade por um álbum que não conseguiu liderar a tabela musical, perdendo apenas para o grupo também norte-americano Pink Floyd, cujo projecto The Dark Side of the Moon (1973) embora tenha apenas alcançado um máximo de número dois, conseguiu vender 4,47 milhões de unidades no território e recebeu o certificado de disco de platina por quatorze vezes. Com uma quantidade recorde de setenta semanas na liderança da tabela musical de álbuns, a banda sonora do filme The Sound of Music (1965) é o disco que por mais tempo ocupou o topo da tabela.

## Álbuns
A coluna "Pico" refere-se à posição de pico alcançada pelo álbum na tabela musical oficial do país. Para álbuns que alcançaram o número um, foi incluída a quantidade de semanas que ocupou a liderança da tabela. As quantidades dispostas ao longo da coluna "Vendas" foram arredondadas para milhões. A coluna "Platina" mostra a quantidade de discos de platina recebidos por cada álbum pela British Phonographic Industry.

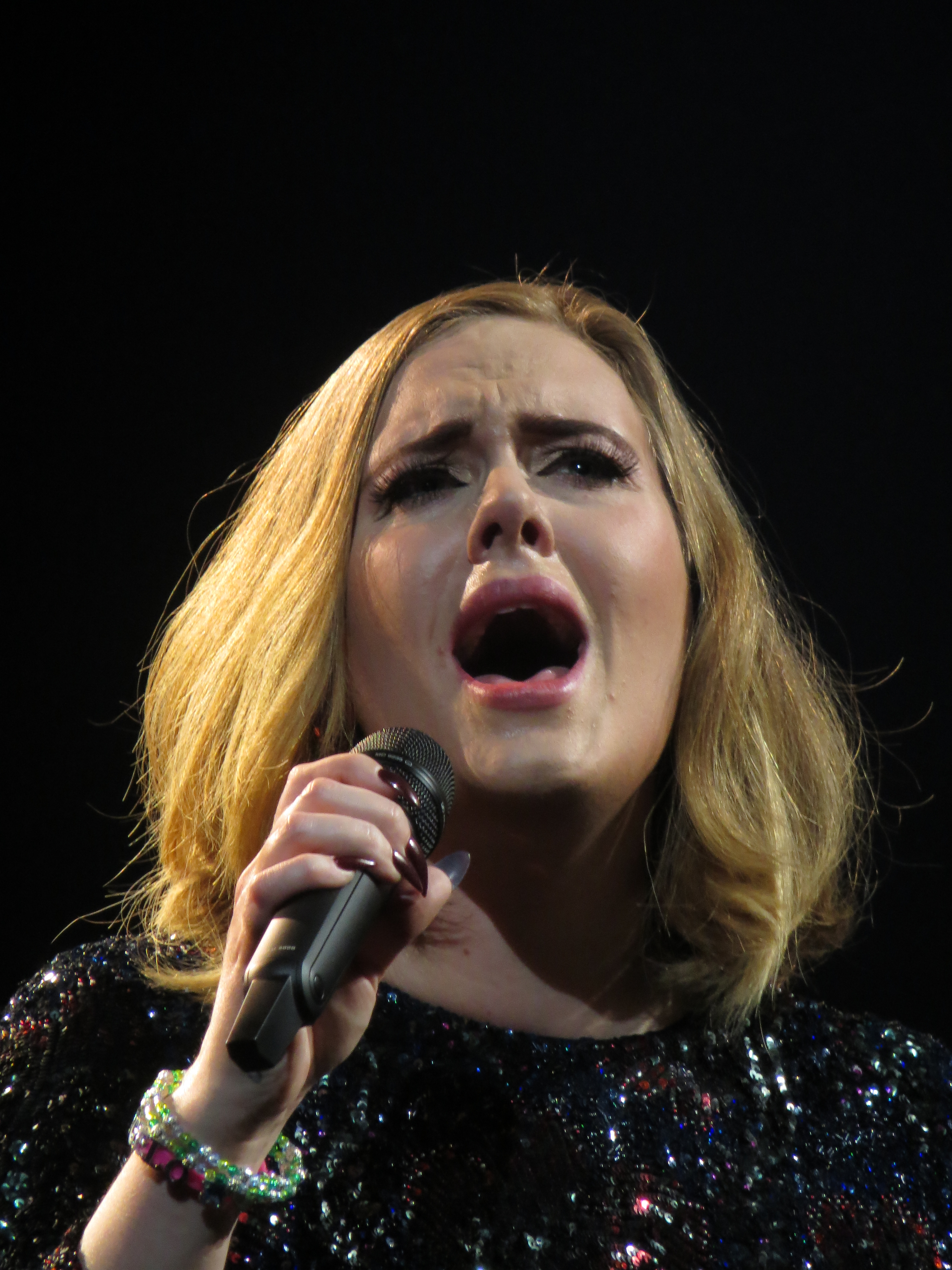
Adele é a artista a solo de maior sucesso no Reino Unido, com 21 (2011) e 25 (2015) tendo vendido mais de três milhões de exemplares cada.

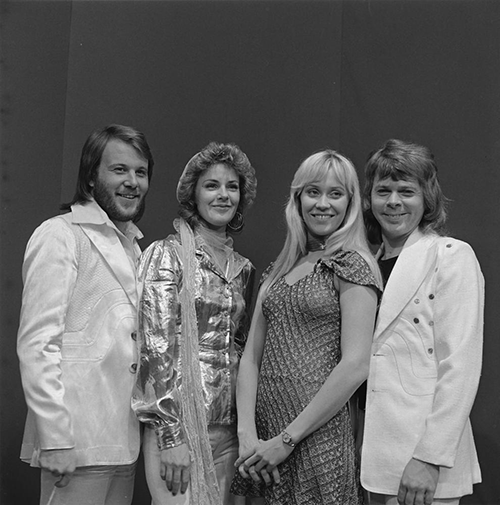
A banda sueca ABBA é a artista estrangeira de maior sucesso no Reino Unido, com dois dos seus álbuns tendo vendido mais de dois milhões de unidades cada.

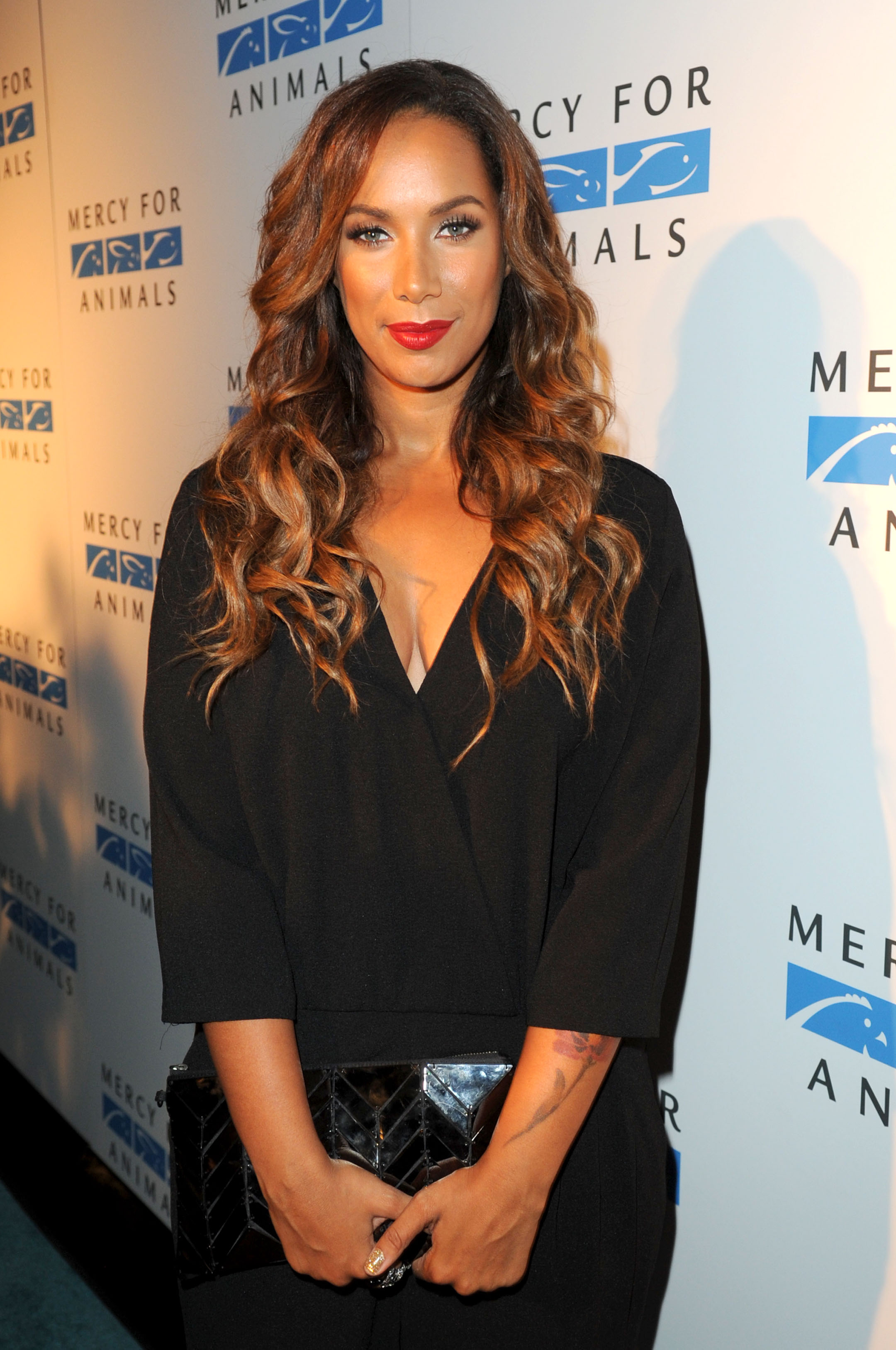
Leona Lewis é a única artista da lista que alcançou fama após vencer um programa de televisão de talentos.

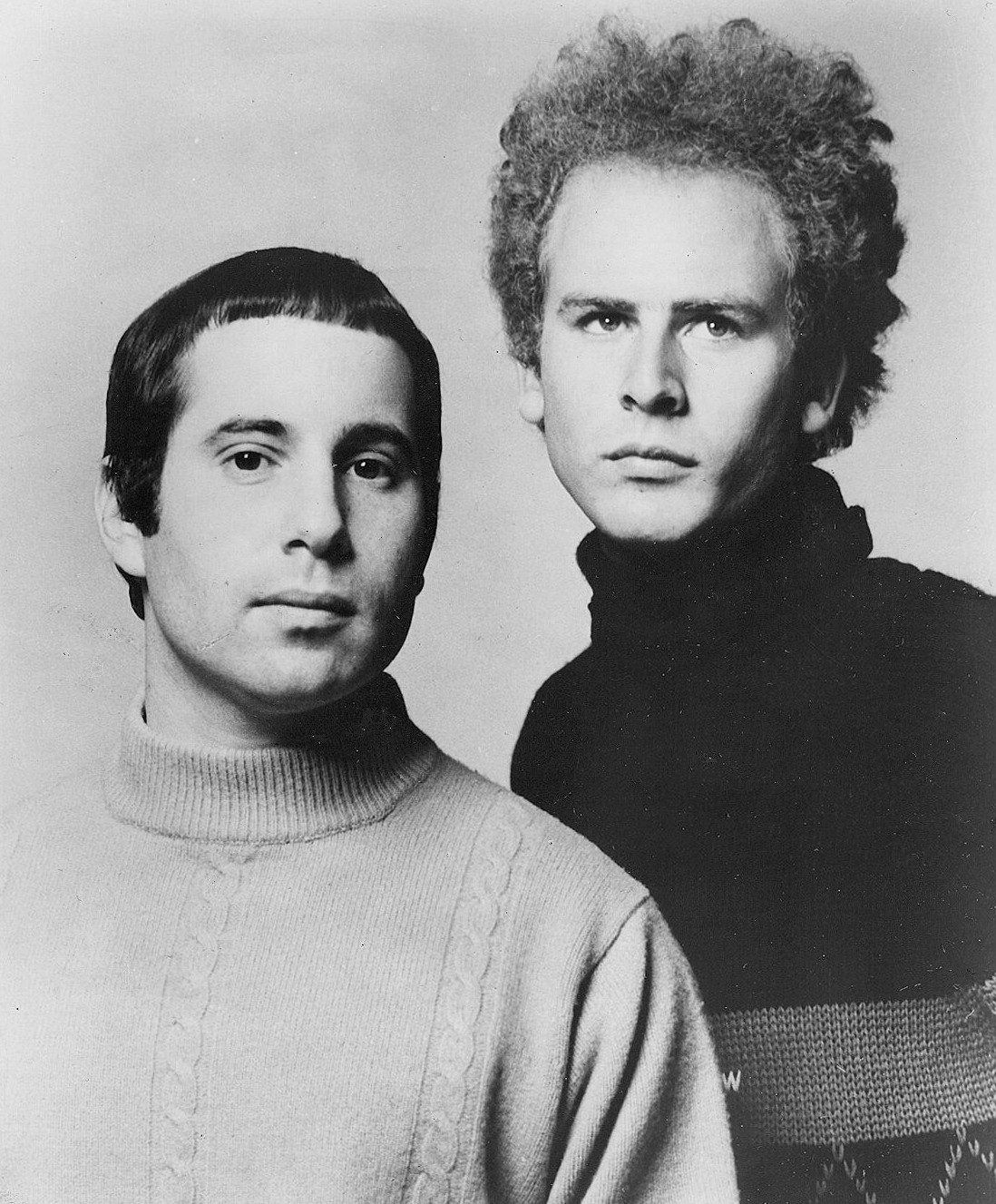
Bridge Over Troubled Water, do duo Simon & Garfunkel, liderou a tabela musical de álbuns do Reino Unido por 33 semanas, a segunda maior quantidade.

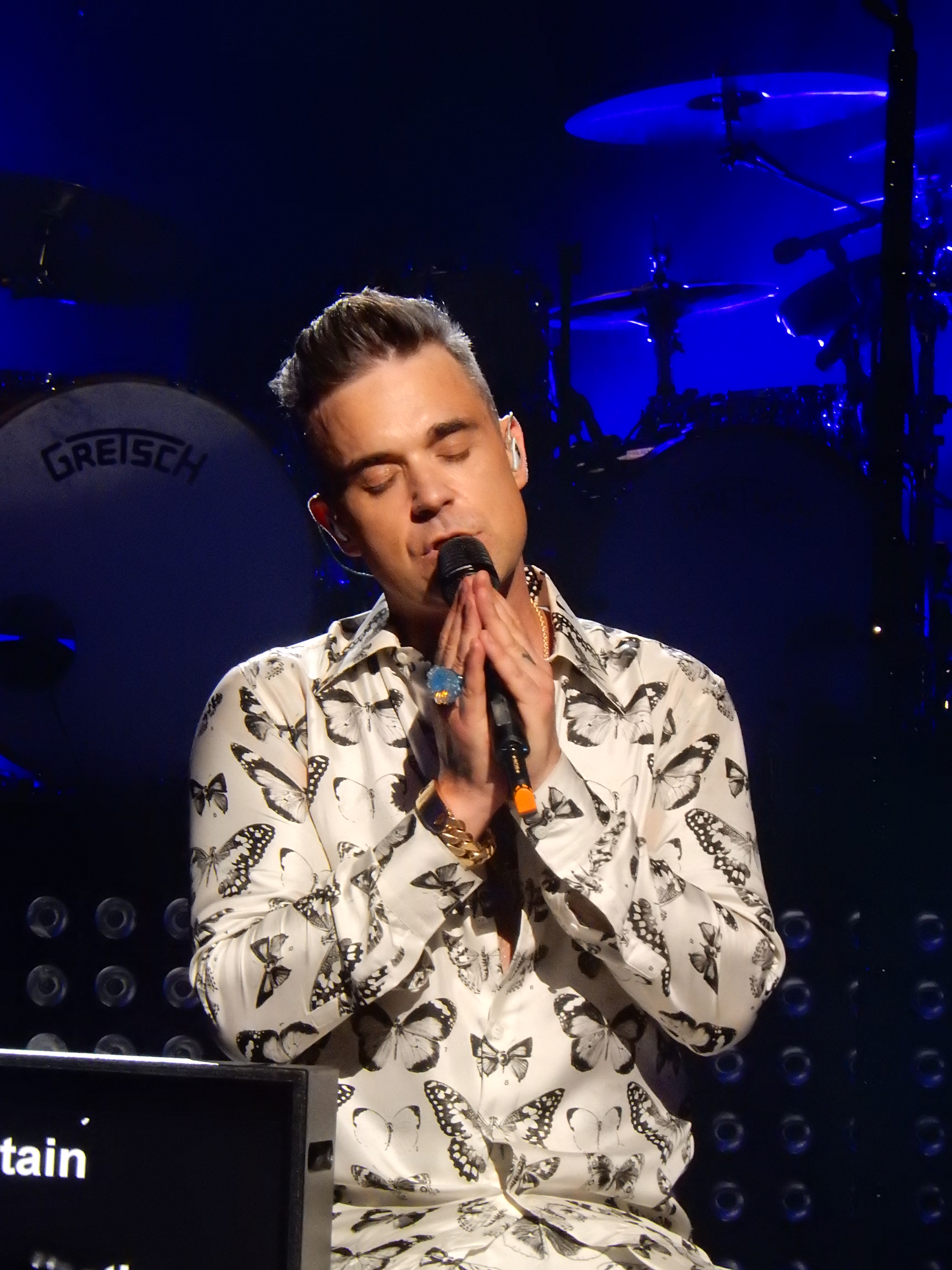
Robbie Williams aparece por uma quantidade recorde de cinco vezes na lista, inclusive duas como membro do grupo Take That.

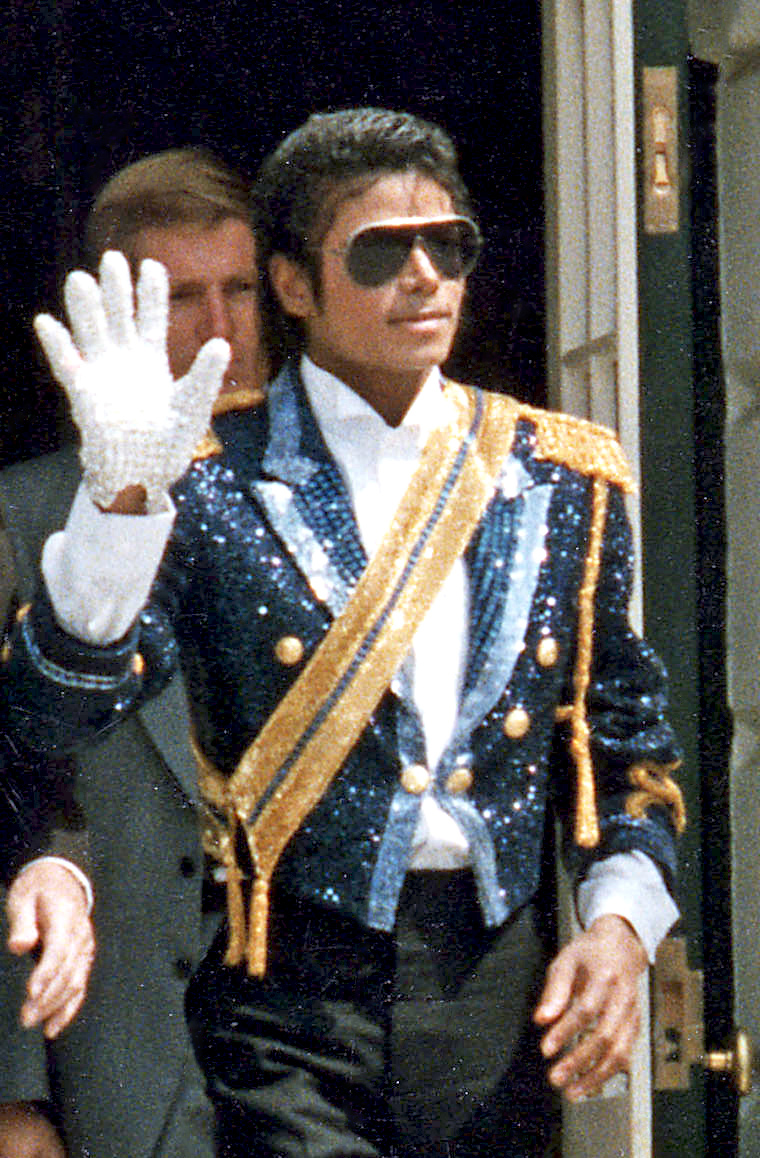
Michael Jackson é o artista norte-americano de maior sucesso no Reino Unido, com três álbuns na lista dos mais vendidos.

| N.º | Álbum                                                    | Artista                    | Ano  | Pico    | Vendas | Platina | Ref.   |
| --- | -------------------------------------------------------- | -------------------------- | ---- | ------- | ------ | ------- | ------ |
| 1   | Greatest Hits                                            | Queen                      | 1981 | 1 (4×)  | 7,00   | 23×     | [ 14 ] |
| 2   | ABBA Gold: Greatest Hits                                 | ABBA                       | 1992 | 1 (7×)  | 6,00   | 21×     | [ 15 ] |
| 3   | 21                                                       | Adele                      | 2011 | 1 (23×) | 5,38   | 18×     | [ 16 ] |
| 4   | Sgt Pepper's Lonely Hearts Club Band                     | The Beatles                | 1967 | 1 (28×) | 5,34   | 18×     | [ 17 ] |
| 5   | (What's the Story) Morning Glory?                        | Oasis                      | 1995 | 1 (10×) | 4,94   | 17×     | [ 17 ] |
| 6   | The Dark Side of the Moon                                | Pink Floyd                 | 1973 | 2       | 4,47   | 15×     | [ 17 ] |
| 6   | Thriller                                                 | Michael Jackson            | 1982 | 1 (8×)  | 4,47   | 15×     | [ 17 ] |
| 8   | Brothers in Arms                                         | Dire Straits               | 1985 | 1 (14×) | 4,35   | 14×     | [ 17 ] |
| 9   | ÷                                                        | Ed Sheeran                 | 2017 | 1 (20×) | 4,26   | 14×     | [ 18 ] |
| 10  | Bad                                                      | Michael Jackson            | 1987 | 1 (5×)  | 4,14   | 14×     | [ 17 ] |
| 11  | Rumours                                                  | Fleetwood Mac              | 1977 | 1 (1×)  | 4,09   | 14×     | [ 17 ] |
| 12  | Back to Black                                            | Amy Winehouse              | 2006 | 1 (6×)  | 4,03   | 13×     | [ 19 ] |
| 13  | Greatest Hits II                                         | Queen                      | 1991 | 1 (5×)  | 4,00   | 13×     | [ 20 ] |
| 13  | Legend                                                   | Bob Marley and the Wailers | 1984 | 1 (12×) | 4,00   | 14×     | [ 21 ] |
| 15  | ×                                                        | Ed Sheeran                 | 2014 | 1 (13×) | 3,91   | 13×     | [ 18 ] |
| 16  | 25                                                       | Adele                      | 2015 | 1 (13×) | 3,83   | 13×     | [ 16 ] |
| 17  | The Immaculate Collection                                | Madonna                    | 1990 | 1 (9×)  | 3,73   | 13×     | [ 22 ] |
| 18  | Stars                                                    | Simply Red                 | 1991 | 1 (12×) | 3,45   | 12×     | [ 17 ] |
| 19  | Come On Over                                             | Shania Twain               | 1997 | 1 (11×) | 3,52   | 11×     | [ 23 ] |
| 20  | Bat Out of Hell                                          | Meat Loaf                  | 1977 | 9       | 3,37   | 11×     | [ 17 ] |
| 20  | Back to Bedlam                                           | James Blunt                | 2004 | 1 (10×) | 3,37   | 11×     | [ 24 ] |
| 22  | Urban Hymns                                              | The Verve                  | 1997 | 1 (12×) | 3,34   | 11×     | [ 17 ] |
| 23  | Bridge Over Troubled Water                               | Simon & Garfunkel          | 1970 | 1 (33×) | 3,26   | 10×     | [ 17 ] |
| 24  | 1                                                        | The Beatles                | 2000 | 1 (9×)  | 3,23   | 11×     | [ 17 ] |
| 25  | Spirit                                                   | Leona Lewis                | 2007 | 1 (8×)  | 3,18   | 10×     | [ 24 ] |
| 26  | Crazy Love                                               | Michael Bublé              | 2009 | 1 (1×)  | 3,15   | 10×     | [ 24 ] |
| 27  | Dirty Dancing                                            | Vários                     | 1987 | 4       | 3,15   | 10×     | [ 17 ] |
| 28  | No Angel                                                 | Dido                       | 2000 | 1 (7×)  | 3,10   | 10×     | [ 25 ] |
| 29  | The Fame                                                 | Lady Gaga                  | 2008 | 1 (7×)  | 3,07   | 11×     | [ 26 ] |
| 30  | White Ladder                                             | David Gray                 | 1998 | 1 (2×)  | 3,04   | 10×     | [ 24 ] |
| 31  | Spice                                                    | Spice Girls                | 1996 | 1 (15×) | 3,02   | 10×     | [ 27 ] |
| 32  | A Rush of Blood to the Head                              | Coldplay                   | 2002 | 1 (3×)  | 3,00   | 10×     | [ 28 ] |
| 33  | Only by the Night                                        | Kings Of Leon              | 2008 | 1 (4×)  | 2,98   | 10×     | [ 17 ] |
| 34  | Talk On Corners                                          | The Corrs                  | 1997 | 1 (10×) | 2,96   | 9×      | [ 17 ] |
| 35  | Christmas                                                | Michael Bublé              | 2011 | 1 (3×)  | 2,95   | 9×      | [ 29 ] |
| 36  | Life For Rent                                            | Dido                       | 2003 | 1 (10×) | 2,90   | 9×      | [ 17 ] |
| 37  | The Joshua Tree                                          | U2                         | 1987 | 1 (2×)  | 2,88   | 9×      | [ 17 ] |
| 37  | Beautiful World                                          | Take That                  | 2006 | 1 (8×)  | 2,88   | 9×      | [ 17 ] |
| 39  | Hopes And Fears                                          | Keane                      | 2004 | 1 (5×)  | 2,86   | 9×      | [ 17 ] |
| 40  | Jeff Wayne's Musical Version of The War of the Worlds    | Jeff Wayne                 | 1978 | 5       | 2,80   | 9×      | [ 17 ] |
| 41  | X&Y                                                      | Coldplay                   | 2005 | 1 (4×)  | 2,79   | 9×      | [ 17 ] |
| 42  | Jagged Little Pill                                       | Alanis Morissette          | 1995 | 1 (11×) | 2,78   | 10×     | [ 17 ] |
| 43  | Scissor Sisters                                          | Scissor Sisters            | 2004 | 1 (4×)  | 2,76   | 9×      | [ 17 ] |
| 44  | Tubular Bells                                            | Mike Oldfield              | 1973 | 1 (1×)  | 2,76   | 9×      | [ 17 ] |
| 45  | ...But Seriously                                         | Phil Collins               | 1989 | 1 (15×) | 2,75   | 9×      | [ 17 ] |
| 46  | Parachutes                                               | Coldplay                   | 2000 | 1 (1×)  | 2,73   | 9×      | [ 30 ] |
| 47  | +                                                        | Ed Sheeran                 | 2011 | 1 (3×)  | 2,73   | 9×      | [ 31 ] |
| 48  | Tracy Chapman                                            | Tracy Chapman              | 1988 | 1 (3×)  | 2,71   | 8×      | [ 17 ] |
| 49  | The Man Who                                              | Travis                     | 1999 | 1 (2×)  | 2,69   | 9×      | [ 17 ] |
| 50  | Greatest Hits                                            | ABBA                       | 1975 | 1 (11×) | 2,61   | 8×      | [ 32 ] |
| 51  | I've Been Expecting You                                  | Robbie Williams            | 1998 | 1 (3×)  | 2,60   | 10×     | [ 33 ] |
| 51  | In the Lonely Hour                                       | Sam Smith                  | 2014 | 1 (8×)  | 2,59   | 8×      | [ 29 ] |
| 51  | Grease: The Original Soundtrack from the Motion Picture  | Vários                     | 1978 | 1 (13×) | 2,59   | 8×      | [ 34 ] |
| 54  | Come Away with Me                                        | Norah Jones                | 2002 | 1 (4×)  | 2,56   | 8×      | [ 35 ] |
| 55  | Graceland                                                | Paul Simon                 | 1986 | 1 (8×)  | 2,50   | 8×      | [ 4 ]  |
| 55  | The Sound of Music                                       | Vários                     | 1965 | 1 (70×) | 2,50   | 8×      | [ 4 ]  |
| 55  | Ladies & Gentlemen: The Best of George Michael           | George Michael             | 1998 | 1 (8×)  | 2,50   | 8×      | [ 36 ] |
| 55  | Tango in the Night                                       | Fleetwood Mac              | 1987 | 1 (5×)  | 2,50   | 8×      | [ 37 ] |
| 55  | Greatest Hits                                            | Robbie Williams            | 2004 | 1 (4×)  | 2,50   | 8×      | [ 33 ] |
| 60  | The Marshall Mathers LP                                  | Eminem                     | 2000 | 1 (2×)  | 2,46   | 8×      | [ 38 ] |
| 61  | 19                                                       | Adele                      | 2008 | 1 (1×)  | 2,55   | 8×      | [ 16 ] |
| 62  | Our Version of Events                                    | Emeli Sandé                | 2012 | 1 (10×) | 2,44   | 8×      | [ 19 ] |
| 63  | Progress                                                 | Take That                  | 2010 | 1 (7×)  | 2,40   | 8×      | [ 39 ] |
| 63  | Eyes Open                                                | Snow Patrol                | 2006 | 1 (3×)  | 2,40   | 8×      | [ 40 ] |
| 65  | Swing When You're Winning                                | Robbie Williams            | 2001 | 1 (7×)  | 2,43   | 8×      | [ 25 ] |
| 66  | Never Forget – The Ultimate Collection                   | Take That                  | 2005 | 2       | 2,36   | 8×      | [ 32 ] |
| 67  | Automatic for the People                                 | R.E.M.                     | 1992 | 1 (4×)  | 2,35   | 7×      | [ 4 ]  |
| 67  | Number Ones                                              | Michael Jackson            | 2003 | 1 (2×)  | 2,35   | 9×      | [ 32 ] |
| 69  | Simply the Best                                          | Tina Turner                | 1991 | 2       | 2,31   | 8×      | [ 32 ] |
| 70  | Sing When You're Winning                                 | Robbie Williams            | 2000 | 1 (3×)  | 2,20   | 8×      | [ 33 ] |
| 71  | The Greatest Showman: Original Motion Picture Soundtrack | Vários                     | 2018 | 1 (28×) | 2,13   | 5×      | [ 29 ] |
| 72  | Life thru a Lens                                         | Robbie Williams            | 1997 | 1 (2×)  | 2,10   | 8×      | [ 33 ] |

### Mais vendidos em uma semana
| N.º | Álbum                                         | Artista         | Ano  | Vendas  | Ref.    |
| --- | --------------------------------------------- | --------------- | ---- | ------- | ------- |
| 1   | 25                                            | Adele           | 2015 | 800 307 | [ 41 ]  |
| 2   | Be Here Now                                   | Oasis           | 1992 | 695 761 | [ n 1 ] |
| 3   | ÷                                             | Ed Sheeran      | 2017 | 671 542 | [ 44 ]  |
| 4   | With the Beatles                              | The Beatles     | 1963 | 530 000 | [ 45 ]  |
| 5   | Progress                                      | Take That       | 2010 | 518 601 | [ 42 ]  |
| 6   | X&Y                                           | Coldplay        | 2005 | 464 471 | [ 42 ]  |
| 7   | 25                                            | Adele           | 2015 | 450 000 | [ 46 ]  |
| 8   | 25                                            | Adele           | 2015 | 439 337 | [ 47 ]  |
| 9   | The Circus                                    | Take That       | 2008 | 432 490 | [ 42 ]  |
| 10  | I Dreamed a Dream                             | Susan Boyle     | 2009 | 411 820 | [ 42 ]  |
| 11  | Life for Rent                                 | Dido            | 2003 | 400 351 | [ 42 ]  |
| 12  | The Circus                                    | Take That       | 2008 | 382 000 | [ 48 ]  |
| 13  | Spirit                                        | Leona Lewis     | 2008 | 375 872 | [ 42 ]  |
| 14  | Intensive Care                                | Robbie Williams | 2005 | 373 832 | [ 42 ]  |
| 15  | Whatever People Say I Am, That's What I'm Not | Arctic Monkeys  | 2005 | 363 735 | [ 42 ]  |
| 16  | 25                                            | Adele           | 2015 | 354 000 | [ 48 ]  |

1. ↑  Be Here Now foi atipicamente lançado em uma terça-feira e estreou no primeiro posto da tabela de álbuns baseando nas vendas de 695 761 unidades após apenas três dias de disponibilidade. As vendas da sua primeira semana de disponibilidade, contadas a partir de quinta até quarta-feira, foram de 831 mil unidades.[42][43]